# 오흐티르카

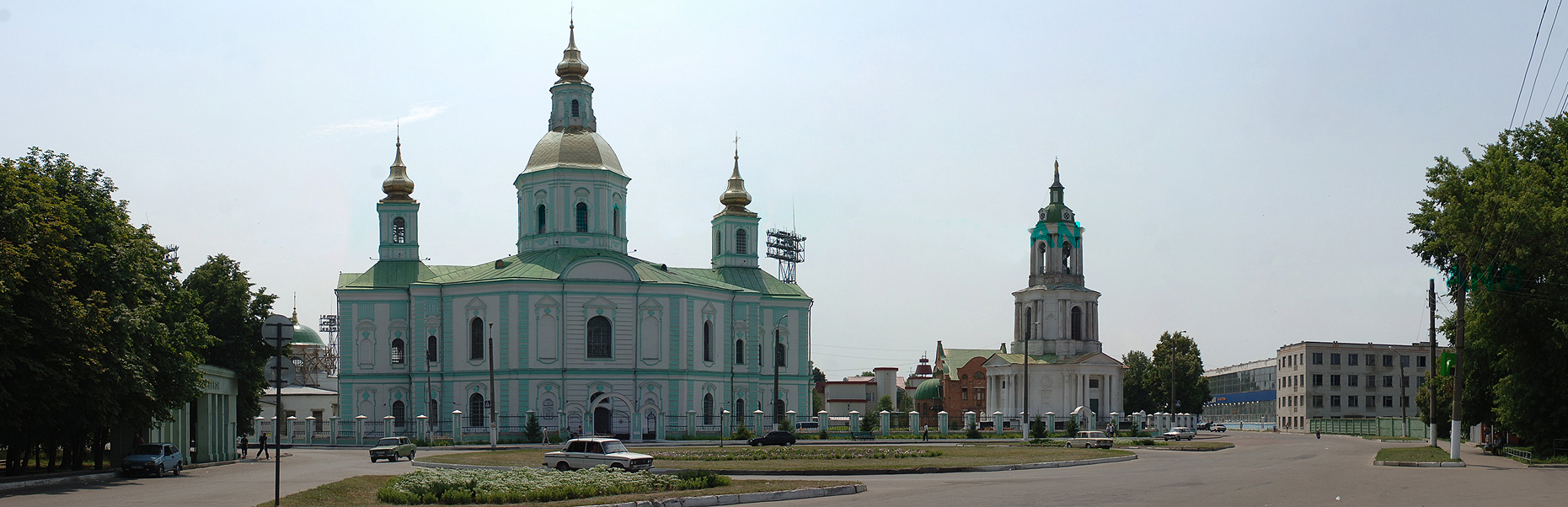
오흐티르카

오흐티르카(우크라이나어: Охтирка)는 우크라이나 수미주의 도시로 면적은 30km2, 높이는 110m, 인구는 50,100명(2004년 기준)이다.

시기
시 문장

## 인구
| 연도 | 인구   | ±%     |
| ---- | ------ | ------ |
| 1867 | 17,411 | —      |
| 1900 | 25,965 | +49.1% |
| 2001 | 50,400 | +94.1% |
| 2022 | 46,660 | −7.4%  |